# Агентство внутренней информации и безопасности (Италия)
Агентство внутренней информации и безопасности (итал. Agenzia Informazioni e Sicurezza Interna, AISI) — итальянская спецслужба, часть итальянского разведывательного сообщества (так называемой Системы информации для безопасности республики), в задачи которой входит проведение мероприятий по обеспечению безопасности внутри страны, в частности, контрразведка.

## История
Создано в ходе реформы итальянских спецслужб в соответствии с законом № 124 от 3 августа 2007 года. Является преемником Информационной службы безопасности демократии (итал. Servizio per le Informazioni e la Sicurezza Democratica, SISDE).
Из числа крупных операций AISI наиболее известной является арест одного из боссов Коза Ностра Джеральдино Мессины.

## Задачи и организационная структура
Согласно п. 4 статьи 6 закона 124/2007 AISI не имеет права осуществлять операции за рубежом. Подобные операции проводятся совместно с AISE под контролем генерального директора Департамента информации и безопасности. 
AISI возглавляет директор, который назначается на должность премьер-министром страны сроком на 4 года. Срок полномочий может быть продлён на 4 года только один раз.
Девиз AISI — Scientia Rerum reipublicae Salus («Знание вещей для спасения республики»). 
Концепция логотипа AISI была разработана геральдистом Микеле Д’Андреа и графическое решение — Джанлука Луккезе.

## Директора
- Франко Габриэлли (28 августа 2007 — 15 июня 2008)
- Джорджо Пиччирилло (15 июня 2008 — 15 июня 2012)
- Артуро Эспозито (15 июня 2012 — 29 апреля 2016)
- Марио Паренте (2016 — 2024)
- Бруно Валенсис (с 19 апреля 2024)[3]